# Haeckeliania magniclavata
Haeckeliania magniclavata is een vliesvleugelig insect uit de familie Trichogrammatidae. De wetenschappelijke naam is voor het eerst geldig gepubliceerd in 1984 door Yousuf & Shafee.